# B. B. King & Friends: 80
B. B. King & Friends: 80 je studiové album amerického bluesového kytaristy B. B. Kinga, vydané při příležitosti jeho osmdesátých narozenin v roce 2005.

## Seznam skladeb
1. „Early in the Morning“ (Dallas Bartley/Louis Jordan/Leo Hickman) – 4:50 (& Van Morrison)
2. „Tired of Your Jive“ (Janet Despenza/Johnny Pate) – 3:53 (& Billy Gibbons)
3. „The Thrill is Gone“ (Roy Hawkins/Rick Darnell) – 5:03 (& Eric Clapton)
4. „Need Your Love So Bad“ (Mertis John Jr.)[1] – 3:58 (& Sheryl Crow)
5. „Ain’t Nobody Home“ (Jerry Ragovoy) – 3:52 (& Daryl Hall)
6. „Hummingbird“ (Leon Russell) – 4:42 (& John Mayer)
7. „All Over Again“ (Carl B. Adams) – 4:54 (& Mark Knopfler)
8. „Drivin’ Wheel“ (Roosevelt Sykes) – 4:20 (& Glenn Frey)
9. „There Must Be a Better World Somewhere“ (Doc Pomus/Mac Rebennack) – 6:50 (& Gloria Estefan)
10. „Never Make Your Move Too Soon“ (Stix Hooper/Will Jennings) – 4:59 (& Roger Daltrey)
11. „Funny How Time Slips Away“ (Willie Nelson) – 4:09 (& Bobby Bland)
12. „Rock This House“ (James A. Lane) – 3:07 (& Elton John)
13. „Early in the Morning“ (BB Solo Alt Version)